# Ewald Georg von Kleist
Ewald Georg (eller Jürgen) von Kleist, född 10 juni 1700 i Vietzow, Pommern, död 11 december 1748 i Köslin, var en tysk jurist och fysiker. Han var son till Ewald Joachim von Kleist.
Ewald von Kleist, som var lantråd 1722–1747 och slutligen hovrättspresident, uppfann 1745 den så kallade kleistska flaskan.